# Роздобудько Микола Миколайович
Микола Миколайович Роздобудько (нар. 4 лютого 1969, Запоріжжя, УРСР) — радянський та український футболіст, нападник. Згодом — тренер. На даний час працює директором футбольного центру клубу «Іртиш».

## Кар'єра гравця
Вихованець запорізького «Металурга», де навчався у тренерів Валентина Гришина і Бориса Зозулі. З 1987 року по 1988 рік служив у Південній групі військ. Розпочав кар'єру футболіста в 1989 році в запорізькому «Металурзі». У складі команди провів по одній грі в Першій лізі СРСР і Кубку СРСР, де забив гол у ворота одеського «Чорноморця» (1:1).
Наступним його клубом стала вінницька «Нива». Микола став гравцем основного складу і провів у Другій лізі більше сімдесяти матчів. Раздобудько забивав голи в міжнародних товариських матчах «Ниви», будучи за цим показником рекордсменом клубу за забитими голами в товариських міжнародних іграх - 14 м'ячів. Є автором 150-го гола «Ниви» в міжнародних матчах і 1700-го голу в чемпіонатах СРСР. У складі «Ниви» також провів три гри в першому чемпіонаті незалежної України. Після чого перейшов у житомирський «Хімік» з Першої ліги. Відігравши в складі команди 15 матчів і забивши 4 м'ячі, залишив її.
Потім виступав за ряд аматорських клубів - вінницькому «Інтегралі» (в складі якої провів одну гру в Кубку України), котовському «Бірзулу» і кирнасівському «Поділлі».

## Кар'єра тренера
По завершенню кар'єри футболіста став працювати дитячим тренером у запорізькому «Металурзі». Працював з дітьми 1986 року народження, разом з якими займав четверте місце дитячо-юнацькій футбольній лізі України в сезоні 2001/02 і в 2002 року перемагав на Спартакіаді з міні-футболу серед школярів. У цьому випуску серед його вихованців були Володимир Аржанов, Ігор Дудник, Володимир Жук і Антон Гай. З хлопцями 1994 року народження завойовував срібло ДЮФЛ сезону 2007/08 років. У цьому випуску він виховав футболістів Андрія Блізніченка, Олега Данченка і Дмитра Іванісеню.
Потім працював в російських командах «Нижній Новгород» (старшим тренером дубля) і «Краснодар» (головним тренером дубля і тренером футболістів 1994 року народження). У серпні був призначений головним тренером другої команди «Фенікса-Іллічовця» з кримського Калініно, проте пропрацював там місяць. Наступним його клубом став білоруський «Дніпро» з Могильова, де він працював з молодіжною командою.
У травні 2011 року очолив хмельницьке «Динамо», яке виступало у другій лізі чемпіонату України. Вирішальну роль у переїзді зіграли дружні стосунки з директором клубу Валерієм Кроханом. Його помічником став Євген Булгаков, разом з яким він працював у «Металурзі» та «Феніксі-Іллічовці». Раздобудько привів в команду групу молодих гравців із запорізького «Металурга». У середині серпня він був відправлений відставку. Наприкінці вересня він знову був призначений тренером «Динамо». Через два тижні, після матчу з «Прикарпаттям» (поразка 2:6), знову покинув команду.
У 2011 році працював спортивним директором академії одеського «Чорноморця». На початку березня 2012 року призначений технічним директором Федерації футболу Казахстану, через два місяці став директором футбольного центру павлодарського «Іртиша».

## Статистика
| Сезон   | Клуб                   | Ліга                         | Чемпіонат | Чемпіонат | Кубок | Кубок |
| Сезон   | Клуб                   | Ліга                         | Матчі     | Голи      | Матчі | Голи  |
| ------- | ---------------------- | ---------------------------- | --------- | --------- | ----- | ----- |
| 1989    | «Металург» (Запоріжжя) | Перша ліга СРСР              | 1         | 0         | 1     | 1     |
| 1990    | «Нива» (Вінниця)       | Друга ліга                   | 39        | 8         |       |       |
| 1991    | «Нива» (Вінниця)       | Друга ліга                   | 32        | 4         |       |       |
| 1992    | «Нива» (Вінниця)       | «Хімік» (Житомир)            | 3         | 0         |       |       |
| 1992    | «Хімік» (Житомир)      | Перша ліга                   | 15        | 4         |       |       |
| 1993/94 | «Інтеграл»             | Чемпіонат Вінницької області |           |           | 1     | 1     |

Джерело:
- Статистика — Профіль футболіста на сайті FootballFacts.ru (рос.)